# Panna (film, 1940)
Panna je československá filmová komedie z roku 1940. Na motivy stejnojmenné divadelní hry Františka Zavřela natočil tento film František Čáp.

## Tvůrci
- Námět: František Zavřel divadelní hra Panna
- Scénář: Rudolf Madran-Vodička
- Režie: František Čáp
- Asistent režie: Antonín Kubový
- Hudba: Julius Kalaš
- Kamera: Karel Degl
- Střih: Antonín Zelenka
- Zvuk: František Šindelář